# Holcocephala nigrita
Holcocephala nigrita là một loài ruồi trong họ Asilidae. Holcocephala nigrita được Fabricius miêu tả năm 1805.